# No Name
No Name ("Bezimeni") bio je petočlani crnogorski glazbeni sastav koji je predstavljao Srbiju i Crnu Goru na Eurosongu 2005. s pjesmom "Zauvijek moja" i osvojili 7. mjesto. I sljedeće godine su izborili nastup na Eurosongu s pjesmom "Moja ljubavi", ali je srpski žiri negodovao zbog "nepoštenog" glasovanja (Crnogorci nisu dali nijedan bod srpskim izvođačima, a Srbi crnogorskim jesu), pa na kraju nitko iz te zemlje nije otišao put Grčke. Tijekom 2008. godine, sastav se raspao.

## Članovi
- Marko Perić (do 2006.)
- Marko Prentić
- Danijel Alibabić
- Branko Nedović
- Dragoljub Purlija
- Bojan Jovović